# Raipur Upazila
Raipur är ett underdistrikt i Bangladesh. Det ligger i den sydöstra delen av landet, 80 km söder om huvudstaden Dhaka.
Trakten runt Raipur består till största delen av jordbruksmark. Runt Raipur är det mycket tätbefolkat, med 1 886 invånare per kvadratkilometer.